# Sarcotoechia angulata
Sarcotoechia angulata är en kinesträdsväxtart som beskrevs av P.W. Leenhouts. Sarcotoechia angulata ingår i släktet Sarcotoechia och familjen kinesträdsväxter. Inga underarter finns listade i Catalogue of Life.